# Tofu (álbum)
Tofu es el quinto álbum de estudio del cantante y compositor mexicano Caloncho, lanzado el 21 de marzo de 2024 por Universal Music México. El álbum consta de doce pistas originales. Recibió una nominación a los Premios Grammy Latinos por mejor álbum vocal pop.
Dos sencillos fueron lanzados como oficiales acompañados de un video oficial; el primero de ellos «Superdeli» salió a la luz el 13 de junio de 2023, posteriormente se publicó «Wacha checa» el 25 de julio del mismo año, aunque también destacaron canciones como «Fresh», «Popango», «Dime pa saber» y «De día bien».

## Antecedentes
El 28 de septiembre de 2024, presentó Tofu en un concierto en vivo en el Niceto Club de Buenos Aires, Argentina. El título del álbum se relaciona con la alimentación basada en plantas y sin crueldad, lo que Caloncho consideró una posible dirección futura para la alimentación. El disco incluye canciones que él describió como muy personales, así como otras inspiradas en experiencias de personas cercanas a él. Tofu fue coproducido y coescrito con su amigo Pepe Portilla. También manifestó que su motivación para crear el álbum provenía de un impulso de autoconocimiento y exploración personal a través de la música.

## Lista de canciones
| N.º   | Título             | Escritor(es) | Duración |  |
| 1.    | «Necios»           | Héctor Rúben Mena Escudero • José Héctor Portilla Rodríguez • Oliver García Ceron • Oscar Alfonso Castro Valenzuela • RENEE | 2:42     |  |
| 2.    | «Popango»          | Mena • Portilla • KURT • García Castro                                                                                      | 2:44     |  |
| 3.    | «Wacha checa»      | Castro • Mena • Portilla • García                                                                                           | 3:38     |  |
| 4.    | «Superdeli»        | Mena • Portilla • KURT • García Castro                                                                                      | 2:48     |  |
| 5.    | «Fresh»            | Mena • Portilla • KURT • García Castro                                                                                      | 2:45     |  |
| 6.    | «Ánimo»            | Mena • Portilla • Lewis • García Castro                                                                                     | 2:38     |  |
| 7.    | «Vitamina D»       | Mena • Portilla • García Castro                                                                                             | 2:47     |  |
| 8.    | «Dime pa saber»    | Mena • Portilla • García Castro                                                                                             | 2:54     |  |
| 9.    | «De día bien»      | Mena • Portilla • García Castro                                                                                             | 3:27     |  |
| 10.   | «Noches negras»    | Mena • Portilla • Lewis • García Castro                                                                                     | 2:58     |  |
| 11.   | «Figuras en nubes» | Mena • Portilla • García Castro                                                                                             | 2:40     |  |
| 12.   | «De noche mal»     | Mena • Portilla • García Castro                                                                                             | 2:47     |  |
| 34:53 |                    | |          |  |

## Nominaciones

### Nominaciones
| Año  | Entrega       | Categoría             | Nominación | Resultado | Ref.  |
| ---- | ------------- | --------------------- | ---------- | --------- | ----- |
| 2024 | Grammy Latino | Mejor álbum vocal pop | Tofu       | Nominado  | [ 8 ] |

## Historial de lanzamiento
| País   | Fecha               | Formato(s)            | Sello                  | Ref. |
| ------ | ------------------- | --------------------- | ---------------------- | ---- |
| México | 21 de marzo de 2024 | CD + Descarga digital | Universal Music México |      |